# Фельдман, Владимир Дмитриевич
Владимир Дмитриевич Фельдман (1893, Москва — 1938, там же) — Особоуполномоченный ВЧК-ОГПУ-НКВД СССР, старший майор государственной безопасности (1935). Расстрелян в «особом порядке». Реабилитирован посмертно.

## Биография

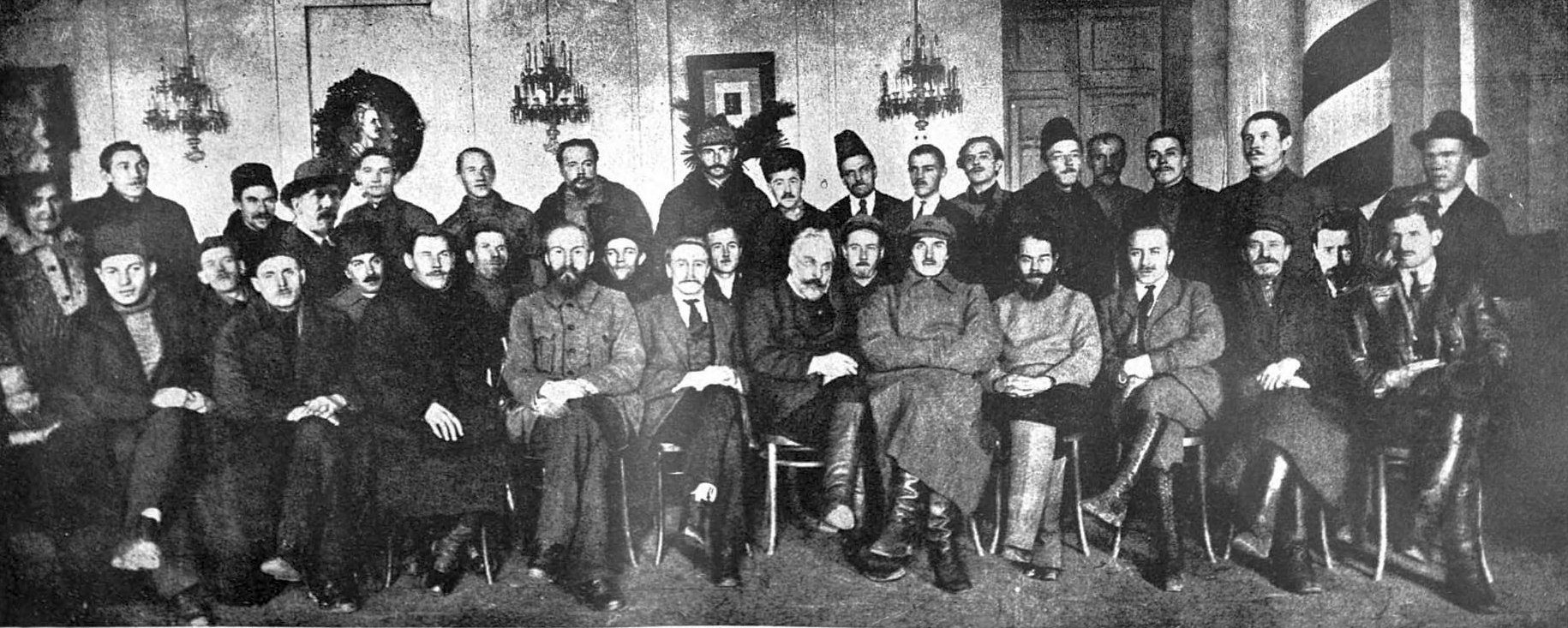
Группа членов Исполкома первого созыва Моссовета после Октябрьской революции.
Сидят (слева направо): 1) Игнатов, 2) Ратехин, 3) Корзинов, 4) Розенгольц, 5) Пискарёв, 6) Сальников, 7) Ангарский, 8) Борщевский, 9) Фельдман, 10) Каныгин, 11) Смидович, 12) Горкунов, 13) Сахаров, 14) Рогов, 15) Лисицин, 16) Радзивиллов, 17) Ногин, 18) Певунов.
Стоят (слева направо): 1) Темкина, 2) Илюшин, 3) Меркулов, 4) Рыков, 5) Заморёнов, 6) Будзыньский, 7) Обух, 8) Смирнов, 9) Савин, 10) Семашко, 11) Исаев, 12) Вознесенский, 13) Буровцев, 14) Белорусов, 15) Желтов, 16) Булочнинов, 17) Фонченко.

Из семьи ремесленника (по другим данным мещанина), владельца гравёрной мастерской, по ряду данных этнического немца. Получил высшее образование. Член РСДРП(б) с января 1914 года. С марта 1917 года работал в аппарате Моссовета. В сентябре—октябре 1917 г. в качестве рядового Студенческого батальона участвовал в установлении советской власти в Нижнем Новгороде. В октябре—ноябре 1917 г. член Казанского ревкома. С апреля 1918 года заместитель заведующего отделом Московского губернского продовольственного комитета, участник продразвёрсток. С июня 1918 г. стрелок взвода охраны. 
В органах ВЧК-ГПУ-НКВД с сентября 1918 г.
В 1919 году особоуполномоченный, заведующий следственным отделением Особого отдела ВЧК. В августе-сентябре 1918 г. служил в охране Реввоенсовета Республики. С 1919 особоуполномоченный Особого отдела ВЧК. С 1921 года начальник следственной части Президиума ВЧК. В 1923—1924 годах  начальник Юридического отдела ВЧК—ГПУ и курсов ВЧК, в 1923—1927 годах по совместительству член Кассационной коллегии по уголовным делам Верховного суда РСФСР. В 1924—1934 годах Особоуполномоченный при коллегии ОГПУ СССР, в 1934—1937 годах  Особоуполномоченный НКВД СССР. В его ведении находилось расследование дел в отношении сотрудников органов государственной безопасности, например по роду деятельности среди прочего выпытывал показания у бывшего начальника Секретно-политического отдела ОГПУ-НКВД  Г. А. Молчанова на бывшего наркома внутренних дел СССР Г. Г. Ягоду.
Арестован 23 октября 1937 как участник «антисоветского заговора правых в НКВД СССР». Уволен из органов НКВД 21 ноября 1937 г. вовсе как арестованный. Внесен в Сталинский расстрельный список в «особом порядке» от 3 января 1938 года по 1-й категории («за» Жданов, Молотов, Ворошилов, Каганович).
Оформлен к ВМН в «особом порядке» 10 января 1938 г. и в тот же день расстрелян в числе 15 осужденных в ОП (П. М. Рахлис, В. И Денисевич, П. О. Рубинов-Штиль, А. Н. Барковский-Шашков, М. Й. Айзенберг и др.). Место захоронения - спецобъект НКВД «Коммунарка».  Реабилитирован посмертно 28 июля 1956 года ВКВС СССР.

### Образование
- Реальное училище Москвы в 1912;
- Институт путей сообщения с августа 1912 по август 1913;
- 2 курса Петербургского технологического института с августа 1913 по август 1915;
- Московское высшее техническое училище с августа 1915 по июль 1916;
- Петровская сельскохозяйственная академия с июля 1916 по март 1917.

### Звания
- старший майор ГБ (29.11.1935).

### Награды
- знак «Почётный работник ВЧК—ГПУ (V)» № 53 (1922);
- знак «Почётный работник ВЧК—ГПУ (XV)» (20.12.1932).

### Cемья
Брат 
Фельдман Иосиф Дмитриевич Родился в 1898 году в г. Москва, русский, из служащих, член ВКП(б) с 1931 г., в органах ВЧК-ГПУ-НКВД с 1920 г.: в 1924-1926 гг. уполномоченный 1-го отдел-я ЭКУ ОГПУ СССР, затем помощник начальника 1-го отдел-я ЭКУ ОГПУ; в 1933-1935 гг. помощник начальника ЭКО ОГПУ -ГУГБ НКВД СССР (Миронова Л.Г.). Майор ГБ (05.12.1935). Награды: знак «Почетный работник ВЧК—ОГПУ (V)» №483, орден Красного Знамени (03.04.1930).
Уволен в запас по состоянию здоровья  29.12.1936 года. На момент ареста начальник радиоуправления НК связи СССР.  Арестован 4 июня 1937 г. Внесен в Сталинский расстрельный список «в особом порядке» от 27 октября 1937 года по 1-й категории («за» Сталин, Молотов, Ворошилов, Каганович). Расстрелян 28 октября 1937 года в г. Москва. Место захоронения - спецобъект НКВД «Коммунарка». Реабилитирован посмертно.